# Anoplolepis
Anoplolepis – rodzaj mrówek należący do podrodziny Formicinae, sklasyfikowany przez Santschiego w roku 1914.

## Gatunki
Rodzaj obejmuje 22 gatunki:

- Anoplolepis bothae (Forel, 1907)
- Anoplolepis candida Santschi, 1928
- Anoplolepis carinata (Emery, 1899)
- Anoplolepis custodiens (Smith, 1858)
- Anoplolepis deceptor (Arnold, 1922)
- Anoplolepis decolor (Emery, 1895)
- Anoplolepis fallax (Mayr, 1865)
- Anoplolepis gracilipes (Smith, 1857)
- Anoplolepis litoralis Arnold, 1958
- Anoplolepis macgregori (Arnold, 1922)
- Anoplolepis macrophthalma Arnold, 1962
- Anoplolepis mediterranea (Mayr, 1866)
- Anoplolepis melanaria (Arnold, 1922)
- Anoplolepis nuptialis (Santschi, 1917)
- Anoplolepis opaciventris (Emery, 1899)
- Anoplolepis pernix (Viehmeyer, 1923)
- Anoplolepis rufescens (Santschi, 1917)
- Anoplolepis simulans (Santschi, 1908)
- Anoplolepis steingroeveri (Forel, 1894)
- Anoplolepis tenella (Santschi, 1911)
- Anoplolepis trimenii (Forel, 1895)
- Anoplolepis tumidula (Emery, 1915)